# Södertörnsgruppen
Södertörnsgruppen (STG) är en svensk militärregiongrupp inom Hemvärnet som verkat i olika former sedan 2000. Förbandsledningen är förlagd i Haninge garnison, Årsta havsbad.

## Historik
Som ett led i försvarsbeslutet 2000 avvecklades försvars- och militärområdena den 30 juni 2000 och från och med den 1 juli 2000 organiserades i dess ställe Militärdistrikt. Därmed avvecklades bland annat Stockholms försvarsområde (Fo 44). De nya Militärdistrikten motsvarade geografiskt sett de gamla militärområdena. Den stora skillnaden var att militärdistrikten var den lägsta nivån där chefen var territoriellt ansvarig. Inom militärdistrikten organiserades militärdistriktsgrupper, i regel en för varje län. I Stockholms län organiserades den 1 juli 2000 Livgardesgruppen och Södertörnsgruppen, där Södertörnsgruppen är en direkt arvtagare till Södertörns marinregemente (SMR).
Den 2 juni 2005 presenterade regeringen sin proposition (2004/05:160) gällande en avveckling av militärdistriktsorganisationen. I propositionen hänvisades regeringen till att "I det framtida insatsförsvaret och den beslutade insatsorganisationen finns det inte längre krav på eller behov av regional eller territoriell ledning som motiverar en särskild ledningsorganisation". Därmed ansåg regeringen att militärdistriktsorganisationen kunde avvecklas, något som Försvarsmakten även i en framställan till regeringen den 7 mars 2005 föreslagit. I dess ställe skulle fyra ledningsgrupper för säkerhetstjänst och samverkan inrättas, där ledningsgrupperna lokaliserade till Boden, Stockholm, Göteborg och Malmö. Den 16 november 2005 antog riksdagen regeringens proposition, därmed beslutades att militärdistriktsorganisationen skulle upplösas och avvecklas den 31 december 2005. Vilket innebar att militärdistriktsgrupperna omorganiserades till utbildningsgrupper och underställdes ett utbildningsförband. Detta medförde att Södertörnsgruppen överfördes från Mellersta militärdistriktet (MD M) till att bli en enhet inom Amfibieregementet (Amf 1) från och med den 1 januari 2006.
Den 1 januari 2013 bildades fyra militärregioner, där Mellersta militärregionen underställdes chefen för Livgardet, men löd under chefen insatsledningen i Högkvarteret avseende markterritoriell ledning i fred, kris och krig. Chefen för Södertörnsgruppen var dock fortfarande underställd chefen Amfibieregementet gällande produktionsledning av hemvärnsförbanden samt insatsledning inom utbildningsgruppens geografiska område. Den 1 januari 2018 delades dock ledningen av Livgardet och Mellersta militärregionen, det genom att en separat chefsbefattning för Mellersta militärregionen tillsattes. Vidare underställdes staben Mellersta militärregionen i ledningsfrågor direkt chefen insatsledningen i Högkvarteret. I Försvarsmaktens budgetunderlag till regeringen för 2020 föreslogs att de fyra militärregionala staberna från 1 januari 2020 skulle inrättas som egna organisationsenheter. Cheferna för militärregionstaberna föreslogs i sin tur underställas rikshemvärnschefen avseende produktion av utbildningsgrupper och hemvärnsförband. Detta medförde att utbildningsgrupperna överfördes organisatoriskt från ett utbildningsförband till de fyra militärregionala staberna. I regeringens proposition framhöll dock regeringen att den militära regionala indelningen kunde komma att justeras, det beroende på utfallet av utredningen "Ansvar, ledning och samordning inom civilt försvar" (dir. 2018:79). För Södertörnsgruppen innebar denna förändring att utbildningsgruppen överfördes från Amfibieregementet till att bli en enhet inom Mellersta militärregionen från och med den 1 januari 2020.
För att påvisa anknytningen till militärregionen, lämnades den 1 januari 2023 begreppet utbildningsgrupp till förmån för det nya begreppet militärregionsgrupp. Det för att på ett tydligare sätt anknyta mot enhetens bidrag som ett av militärregionens krigsförband, med uppgifter såväl i fred som i krig.

## Verksamhet
Chefen Södertörnsgruppen är från den 1 januari 2020 direkt underställd chefen för Mellersta militärregionen. Södertörnsgruppens uppgifter är att utbilda, organisera och administrera hemvärnsförbanden i östra delen av Stockholms län med skärgården. Gruppen skall vidare stödja frivilliga försvarsorganisationer. Insatser i såväl fred som under kris och krig leds i allmänhet direkt av Mellersta militärregionen, men Södertörnsgruppen kan ges ledningsuppgifter som till exempel att avdela en militär insatschef (MIC).

## Ingående enheter
Södertörnsgruppen administrerar och utbildar sedan 1 januari 2012 två hemvärnsbataljoner, Roslagsbataljonen (28. hemvärnsbataljonen) och Södertörnsbataljonen (29. hemvärnsbataljonen), vilka båda är så kallade marina hemvärnsbataljoner (Nationella skyddsstyrkorna) och har till exempel utrustning som stridsbåt 90H.

### Roslagsbataljonen
Roslagsbataljonen eller 28. hemvärnsbataljonen har nordöstra Stockholms län med skärgård som primärt upptagningsområde. Bataljonen är traditionsbärare för Roslagens marinbrigad.

- 28. hemvärnsbataljonstaben och ledningsplutonen
- 28. hemvärnsledningsplutonen
- 281. hemvärnsinsatskompaniet
- 282. hemvärnsinsatskompaniet
- 283. hemvärnsbevakningskompaniet
- 284. hemvärnsflyggruppen
- 285. hemvärnsbåtplutonen

### Södertörnsbataljonen
Södertörnsbataljonen eller 29. hemvärnsbataljonen har sydöstra Stockholms län med skärgård som primärt upptagningsområde. Bataljonen är traditionsbärare för Södertörns marinbrigad.

- 29. hemvärnsbataljonstaben och ledningsplutonen
- 29. hemvärnsledningsplutonen
- 291. hemvärnsinsatskompaniet
- 292. hemvärnsinsatskompaniet
- 293. hemvärnsbevakningskompaniet (Bevakningskompani Haninge kommun)
- 294. hemvärnsbåtkompaniet (stridsbåt 90H)
- 295. hemvärnsflyggruppen
- 296. hemvärns-CBRN-plutonen
- 297. hemvärnsmusikkåren, Hemvärnets Musikkår Stockholm

## Förläggningar och övningsplatser
Södertörnsgruppens förbandsledningen är samgrupperad med övrig militärverksamhet i Haninge garnison. 

## Heraldik och traditioner
Södertörnsgruppen är sedan 1 juli 2000 arvtagare till traditioner och minne av Södertörns marinbrigad (SMB), något som senare tagits över av bataljonerna. Roslagsbataljonen är traditionsbärare för Roslagens marinbrigad (RMB) och Södertörnsbataljonen Södertörns marinbrigad (SMB). Från den 1 juli 2012 är Södertörns hemvärnsbataljon traditionsvårdare av Södertörns marinbrigad/-regemente. År 2017 eller 2018 överfördes traditionerna till Södertörnsgruppen, det efter beslut att hemvärnsbataljonerna skall bära Amfibieregementets märke som förbandstecken. Södertörnsgruppens förbandsmarsch är ett arv från Södertörns marinbrigad/-regemente, likaså det heraldiska vapnet, med den skillnad att Södertörnsgruppens vapnen lades över två korslagda svärd.

## Förbandschefer
- 2000–2003: Major Lars Sandelin
- 2003–2004: Lena Heilborn (Tf.)
- 2004–2005: Överstelöjtnant Carl Henrik Arbman
- 2005–2007: Överstelöjtnant Göran Rosenblad
- 2007–2010: Överstelöjtnant Hans Zettergren
- 2010–2013: Major Jan Ågren
- 2014–2017: Överstelöjtnant Adam Camél
- 2018–2020: Kommendörkapten Per Flyghed
- 2020–20xx: Överstelöjtnant Fredrik Lindblad

Bataljonschefer Roslagsbataljonen

- 2006–20xx: ???

Bataljonschefer Södertörnsbataljonen

- 2006–2009: Överstelöjtnant Göran Ohlsson
- 2009–2012: Överstelöjtnant Johan Adolphson
- 2012–2014: Överstelöjtnant Bennet Remnås
- 2014–2019: Major Göran Reuterdahl
- 2019–20xx: ???

## Namn, beteckning och förläggningsort
| Södertörnsgruppen | 2000-07-01 | – |  |

| SDTG | 2000-07-01 | – | 20??-??-?? |
| UGS  | 20??-??-?? | – |            |
| STG  | 2020-01-01 | – |            |

| Haninge garnison (F) | 2000-07-01 | – |  |